# Brodecká plošina
Brodecká plošina je geomorfologický okrsek v jihovýchodní části Třebechovické tabule, ležící v okresech Rychnov nad Kněžnou v Královéhradeckém kraji a Ústí nad Orlicí v Pardubickém kraji

## Poloha a sídla

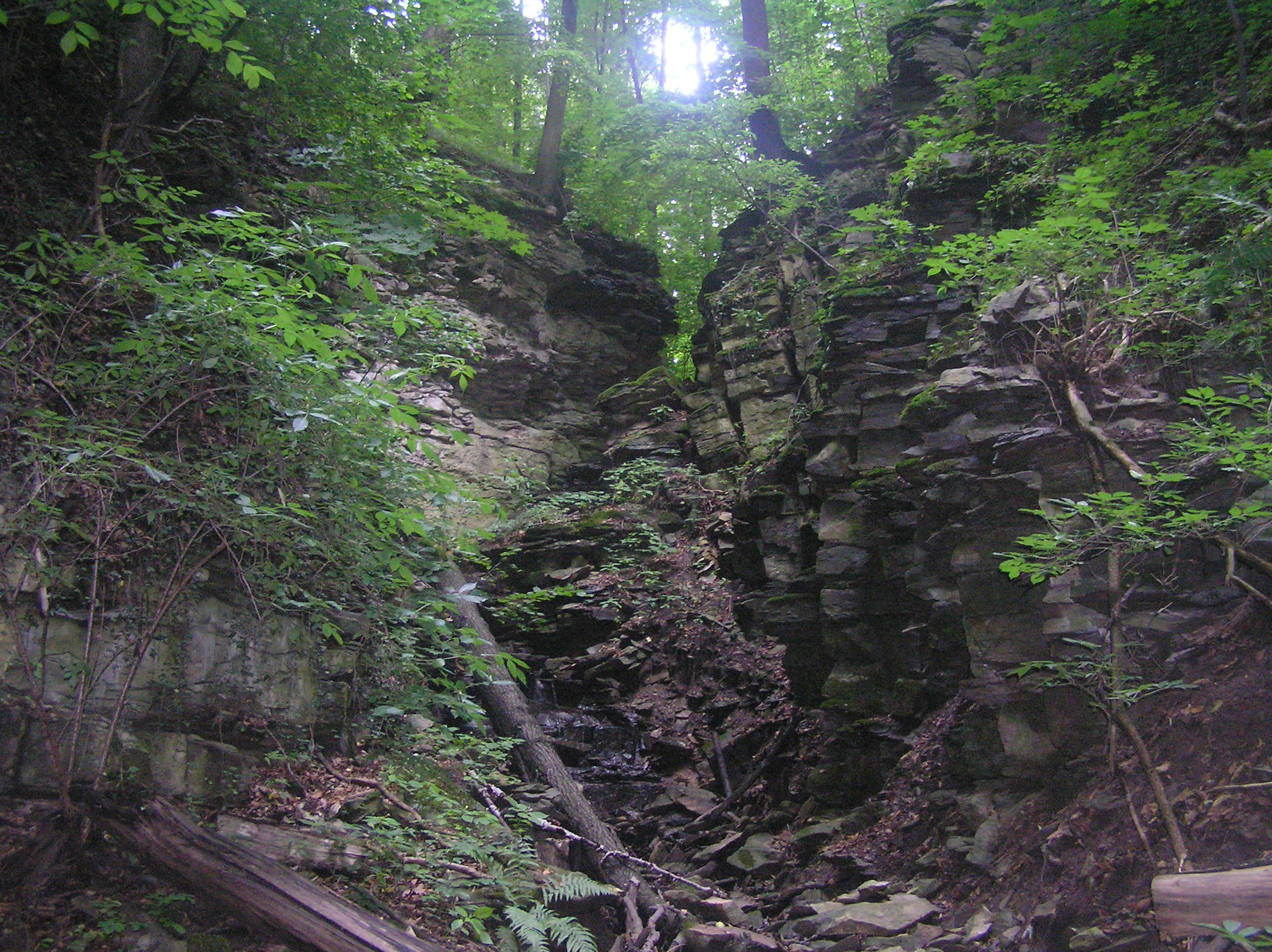
Přírodní rezervace Hemže-Mýtkov

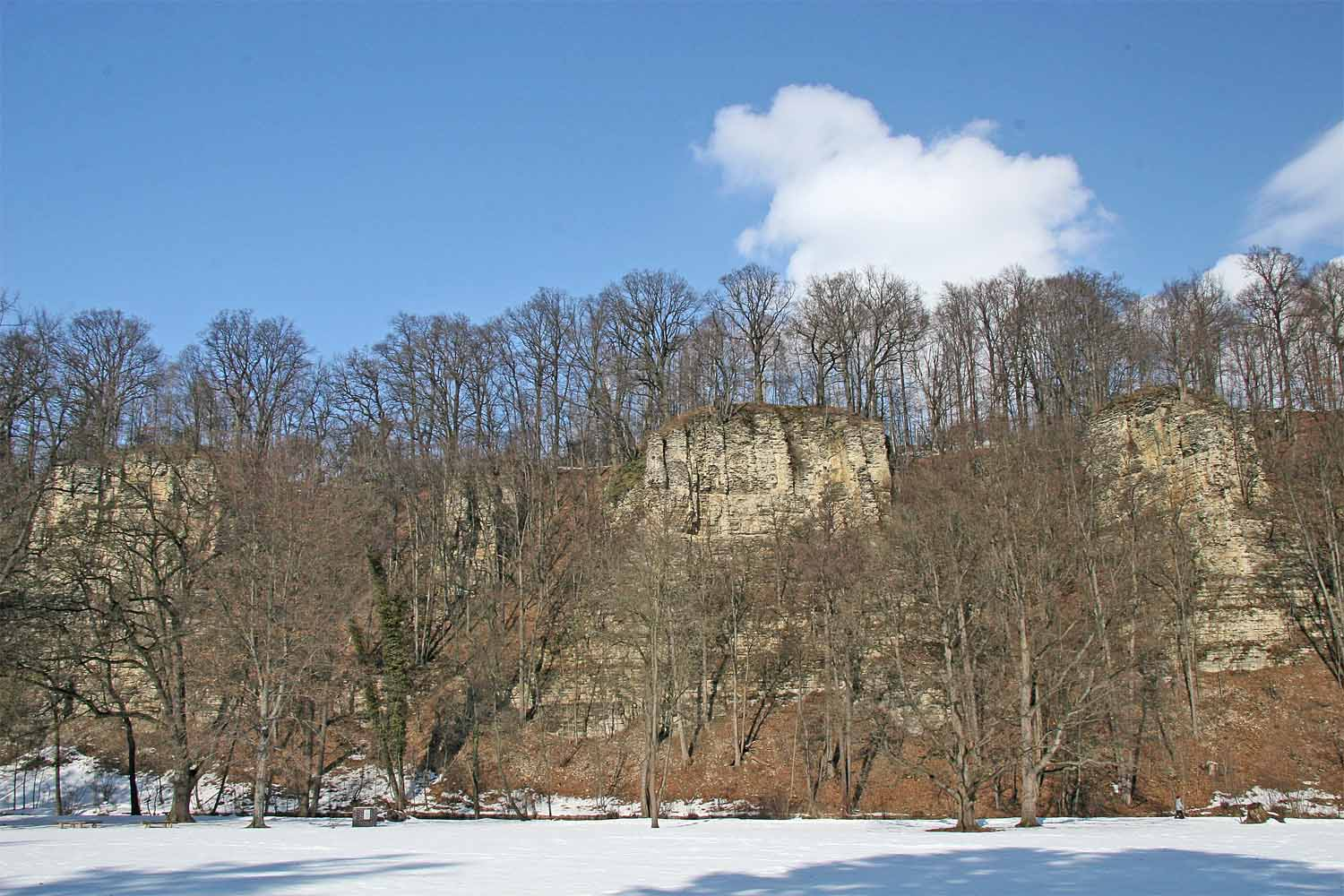
Přírodní rezervace Peliny

Území okrsku se nachází zhruba mezi sídly Týniště nad Orlicí (na severozápadě), Kostelec nad Orlicí (na severu), Chleny (na východě), Brandýs nad Orlicí (na jihovýchodě), Voděrady (na jihu) a Borohrádek (na západě). Uvnitř okrsku leží částečně město Choceň a zcela větší obce Běstovice a Skořenice.

## Geomorfologické členění
Okrsek Brodecká plošina (dle značení Jaromíra Demka VIC–2B–5) geomorfologicky náleží do celku Orlická tabule a podcelku Třebechovická tabule.
Podle alternativního členění Balatky a Kalvody je Brodecká plošina pouze (patrně územně menší) podokrsek okrsku Choceňská plošina a ještě se člení na Mosteckou část. Choceňská plošina se naopak v členění Demka a Mackovčina nevyskytuje.
Plošina sousedí s dalšími okrsky Orlické tabule: Orlické nivy na severu a západě, Rychnovský úval na severovýchodě, Vysokochvojenská plošina na jihozápadě. Dále sousedí s celkem Svitavská pahorkatina na východě a jihu.

## Významné vrcholy
Významným bodem Brodecké plošiny je Chlum (354 m n. m.).